# Израиль на «Евровидении-2014»
Израиль принимает участие в конкурсе песни «Евровидение 2014» в Копенгагене, Дания. Представитель был выбран путём внутреннего отбора а песня была выбрана путём национального отбора состоящего из финала конкурса «Kdam 2014», организованным израильским национальным вещателем «IBA».

## Отбор
10 октября 2013 года «IBA» официально подтвердил участие Израиля в конкурсе песни «Евровидение 2014». 4 декабря 2013 года «IBA» объявил, что он будет проводить внутренний выбор чтобы выбрать представителя который будет представлять Израиль на «Евровидение 2014» и национальный финал чтобы выбрать песню для исполнителя. Специальный комитет, состоящий из профессионалов музыкальной индустрии выбрали израильского представителя в то время как шоу с участием трех песен в исполнении выбранного исполнителя будет проходить, чтобы выбрать песню.

### Выбор исполнителя
11 января 2014 года «IBA» объявил, что Мей Файнгольд была выбрана в качестве израильского представителя на «Евровидении 2014». Приемная комиссия рассматривала заявки шестнадцать кандидатов, из которых Майя Бускила и Элла Дорон были высоко рассмотрены прежде чем Мэй Фейнголд была в конечном итоге выбрана. Членами комитета стали Браха Офир, Ицхак Зонненшайн, Уди Бецалель, Моше Морад, Тали Кац, Таль Аргаман, Леон Кичлер, Лирон Бен-Шимон и Офер Шафрир.

### Kdam 2014
Песня, с которой Мей Файнгольд будет представлять Израиль в Копенгагене была выбрана через три песни в национальном финале под названием конкурса «Kdam 2014», который состоялся в 5 марта 2014 года. Две из трех конкурирующих песен были выбраны самим исполнителем и были выбраны из полученных материалов полученных от голосов телезрителей. «IBA» открыл голосование за песни после объявления Мэй Фейнголд как выбранного исполнителя со сроком до 28 января 2014 года. Песня-победитель будет выбрана исключительно SMS голосованием.
| № | Исполнитель   | Песня           | Музыка (м) / Текст песни (т)                |
| - | ------------- | --------------- | ------------------------------------------- |
| 1 | Мей Файнгольд | «Same Heart»    | Rami Talmid (м & т)                         |
| 2 | Мей Файнгольд | «Nish’eret iti» | Liran de Paz (м & т), Chen Metzger Adar (м) |
| 3 | Мей Файнгольд | «Be Proud»      | Mei Feingold (м & т)                        |

## На Евровидении
Представитель Израиля на конкурсе выступил в первой половине второго полуфинала, который прошёл 8 мая 2014 года в Копенгагене, Дания.